# Huta Pasir
Huta Pasir is een bestuurslaag in het regentschap Padang Lawas Utara van de provincie Noord-Sumatra, Indonesië. Huta Pasir telt 837 inwoners (volkstelling 2010).